# Scyliorhinus meadi
Scyliorhinus meadi е вид хрущялна риба от семейство Scyliorhinidae.

## Разпространение
Видът е разпространен в Бахамски острови, Куба, Мексико (Кампече и Юкатан), САЩ (Джорджия, Северна Каролина, Флорида и Южна Каролина) и Ямайка.